# جورج داکر

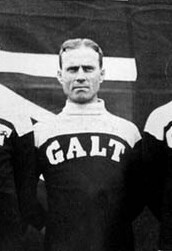

جورج داکر (انگلیسی: George Ducker; ۲۷ سپتامبر ۱۸۷۱ – ۲۶ سپتامبر ۱۹۵۲) بازیکن فوتبال اهل کانادا بود.
وی به‌همراه باشگاه فوتبال گالت به قهرمانی بازی‌های المپیک تابستانی ۱۹۰۴ دست پیدا کرده‌است.